# 포항 마린온 추락 사고
포항 마린온 추락 사고는 2018년 7월 17일 16시 45분에 마린온 해병대 작전 헬기가 포항공항 유도로에 추락해 5명이 사망한 사고이다.

## 개요
마린온은 수리온의 파생형 헬기로서, 2018년 1월 10일 제1해병사단 항공대에 인수되었다. 사고 당일 제작사에서 정비를 한 후 포항공항에서 시험비행을 하기 위해 이륙한 직후 지상 10m 높이에서 추락하였다. 이 사고로 조종사 2명, 정비사 1명, 승무원 2명이 사망하고 추락 과정에서 기체 밖으로 튕겨나간 정비사 1명이 부상당하였으며, 화재진압 과정에서 해군 소방요원 1명도 부상당하였다. 사망자 5명은 포항병원에 안치되었으며, 부상당한 정비사는 울산대학교병원으로 옮겨졌다. 군은 장례를 추진했으나 유족은 사고 원인 규명과 관련자 처벌이 없는데 장례 일정을 협의할 수 없다고 반발하였다.
5명의 사망자는 기내에서 남아있는 것으로 밝혀졌으며 탄화 상태에 있는 신원 확인이 어려워졌다.
2018년 7월 18일 해병대와 육군은 수리온의 운항을 전면 중지하고 조사를 시작하였다. 뒤이어 경찰청과 산림청, 제주소방본부도 수리온의 운항을 중단하였다.

## 원인
사망한 승무원의 유가족을 대리하는 박영진 변호사는 사고현장 CCTV를 통해 이륙한지 1분도 안되어 주익이 분리되어 날아가고 기체가 추락하였다고 주장하였다. 해병대가 공개한 CCTV에서도 회전익 중 한 개가 먼저 떨어지고, 그것이 회전익의 뭉치와 동체를 연결하는 축과 부딪혀 부러뜨리는 모습이 확인되었다. 이를 근거로 일부에서는 기체 결함이나 정비 불량을 원인으로 주장하고 있다.
그러나 제작사인 한국항공우주산업은 조종사 과실을 언급하고 있다.
날개들을 모터 기어에 연결해주는 로터 마스트에 결함이 있어서 쉽게 깨졌다고 발표됐으며
9월 21일에 나온 '중간조사'에서는 유로콥터와 유로콥터 협력사인 Aubert ＆ Duval에서 납품한 '로터 마스트'의 제조공정 결함이 발생한 것이 원인으로 결론났다.

## 논란
유가족들은 사고 직후 해병대가 화재의 초동진화에 실패하고, 해병 1사단장이 유가족에게 찾아오지도 않았으며, 영결식에 대해서 유가족들이 허락한 적도 없고 통보 받은 적도 없는데 독단적으로 결정하였다면서 해병대의 초동 대응과 수습에 문제가 있다고 주장하였다. 이에 대해 해병대는 항공기지의 소방대가 초동진화를 14분만에 완료하였고, 사단장이 유가족들을 만나지 못한 일에 대해서는 이해를 구하였으며, 영결식과 관련된 내용은 오보라고 주장하였다. 또한 시험비행에 불필요하게 많은 인원이 탔다는 주장에는 정비 이후의 비행임을 감안해야 한다고 주장하였다. 그러나 유가족은 전문 정비사가 탑승한 것이 아니라면서 다시 반박하였다.
또한 유가족들은 이번 사고를 조사하는 조사위원회가 해병대, 해군, 공군, 육군 항공작전사령부, 국방기술품질원이 모두 군과 관련된 기관이기 때문에 중립성과 신뢰성에 의문이 있으므로 중립적 성격의 조사위원회의 구성을 요구하였다. 특히 국방기술품질원 직원 3명은 기관이 조사의 대상임에도 불구하고 조사위원에 포함되어 있다는 유가족의 항의로 인하여 제외되었다.

## 결론
민·관·군 합동조사위원회 조사한 결과 로터마스트는 엔진에서 동력을 받아 헬기 프로펠러를 돌게 하는 중심축이다. 제조 공정상 문제로 이 부품에 균열이 발생해 사고 헬기는 이륙하자마자 메인로터(주 회전날개)가 떨어져 나가면서 추락했다고 마린온 추락사 밝혔다.
조사위는 사고의 원인이 된 로터마스트와 같은 제조공정을 거친 다른 로터마스트 3개에서도 같은 균열이 식별됐고, 제조업체인 프랑스의 오베르듀발사도 열처리 공정을 공랭식으로 해야 하나 수랭식으로 하면서 균열이 발생했다며 제조 공정상 오류를 인정했다고 설명했다.